# Skřivánčí písně
Skřivánčí písně (Pieśni skowronka) – tomik wierszy dziewiętnastowiecznego Josefa Václava Sládka, zawierający utwory przeznaczone dla dzieci, opublikowany w 1888. Jak zaznaczono w podtytule (Druhý cyklus básní pro děti) jest on drugim, po tomiku Zlatý máj (Złoty maj, 1887), zbiorem wierszy poety napisanym z myślą o młodych czytelnikach.